# Saint-Astier (Lot e Garonna)
Saint-Astier è un comune francese di 194 abitanti situato nel dipartimento del Lot e Garonna nella regione della Nuova Aquitania.

## Società

### Evoluzione demografica
Abitanti censiti